# Barbot-Siper/Saison 2008
Aufstellung der Mannschaft und der Siege des Teams Barbot-Siper in der Saison 2008.

## Saison 2008

### Erfolge in der UCI Europe Tour
In der Saison 2008 gelangen dem Team nachstehende Erfolge in der UCI Europe Tour.
| Datum      | Rennen                                           | Kat. | Fahrer                 |
| ---------- | ------------------------------------------------ | ---- | ---------------------- |
| 25. April  | 3. Etappe Vuelta a Extremadura                   | 2.2  | Francisco José Pacheco |
| 27. April  | 5. Etappe Vuelta a Extremadura                   | 2.2  | Francisco José Pacheco |
| 12. Juni   | 1. Etappe Grande Prémio CTT Correios de Portugal | 2.1  | Francisco José Pacheco |
| 17. August | 4. Etappe Volta a Portugal                       | 2.HC | Francisco José Pacheco |
| 19. August | 5. Etappe Volta a Portugal                       | 2.HC | Francisco José Pacheco |

### Zugänge – Abgänge
| Zugänge                   | Team 2007              | Abgänge              | Team 2008                |
| ------------------------- | ---------------------- | -------------------- | ------------------------ |
| David Bernabéu            | Fuerteventura-Canarias | Jesús Buendía        | Contentpolis-Murcia      |
| Luis Fernández            | Karpin Galicia         | Alexandre Oliveira   | Centro Ciclismo de Loulé |
| António Amorim            | LA-MSS                 | Pedro Soeíro         | Centro Ciclismo de Loulé |
| Hélder Oliveira           | Madeinox-Bric-Loulé    | Claus Michael Møller | Karriereende             |
| Félix Vidal Celis         | Ex-Profi (Orbea 2006)  | Jorge Ferraz         | Unbekannt                |
| Samuel Coelho             | Neoprofi               | Rui Pinto            | Unbekannt                |
| Bruno Pinto               | Neoprofi               | Rui Sá               | Unbekannt                |
| Didac Ortega (ab 02.08.)  | Benfica                |                      |                          |
| Manuel Lloret (ab 02.08.) | Fuerteventura-Canarias |                      |                          |

### Mannschaft
| Name                   | Geburtstag        | Nationalität |
| ---------------------- | ----------------- | ------------ |
| António Amorim         | 19. Mai 1985      | Portugal     |
| David Bernabéu         | 9. Januar 1975    | Spanien      |
| Félix Vidal Celis      | 21. August 1982   | Spanien      |
| Samuel Coelho          | 18. Dezember 1986 | Portugal     |
| Luis Fernández         | 19. Januar 1980   | Spanien      |
| Ricardo Horta          | 9. Juli 1986      | Portugal     |
| Manuel Lloret          | 4. August 1981    | Spanien      |
| Hélder Oliveira        | 20. Februar 1983  | Portugal     |
| Didac Ortega           | 5. April 1982     | Spanien      |
| Francisco José Pacheco | 27. März 1982     | Spanien      |
| Carlos Manuel Pinho    | 30. Juli 1970     | Portugal     |
| Celestino Pinho        | 2. Januar 1984    | Portugal     |
| Bruno Pinto            | 2. Februar 1984   | Portugal     |